# Art of Murder
Art of Murder (з англ. — «Смерть як мистецтво») — пригодницька відеогра, перша з трилогії, яка була створена співробітниками польської компанії City Interactive.

## Сюжет
Все починається з того, що на очах молодого агента Ніколь Бонні (якою ми і будемо керувати), що закінчила недавно академію ФБР, гине її напарник — Джеймс. Звинувачуючи себе у його смерті, Ніколь вирішує знайти вбивцю незважаючи на все. У ході розслідування дізнається, що Джеймс був не першою жертвою вбивства, скоєним невідомим божевільним. Кожного дня у різних куточках Нью-Йорка знаходять трупи. У всіх є відмінна ознака — вирізане серце, незвичайним ножем. Цей доказ приводить її до стін музею Передколумбійського мистецтва. Згодом Бонні дізнається, що всі жертви були знайомі, і це їй допомагає вийти на слід вбивці разом з її новим напарником — агента Ніка.

## Розробка
Команда, яка раніше випускала такі ігри, як Schizm, Sentinel: Нащадки в часі та Reah, анонсувала гру 5 липня 2007 року.